# Kingmaker (film)
Pour les articles homonymes, voir Kingmaker.
Pour plus de détails, voir Fiche technique et Distribution.
Kingmaker (hangeul : 킹메이커 ; RR : Kingmeikeo ; litt. « Faiseur du roi ») est un film sud-coréen réalisé par Byun Sung-hyun, sorti en 2022.
Le film est inspiré des relations entre le président Kim Dae-jung et son conseiller politique, Uhm Chang-rok.

## Synopsis
Seo Chang-dae est un conseiller politique qui priorise la victoire sur tout le reste. Il rencontre Kim Woon-beom, un homme politique qui ambitionne de devenir président en conservant ses idéaux.

## Fiche technique
- Titre original : 킹메이커
- Titre international : Kingmaker
- Réalisation : Byun Sung-hyun
- Scénario : Byun Sung-hyun et Kim Min-soo
- Musique : Kim Hong-jip et Lee Jin-hee
- Photographie : Jo Hyung-rae
- Montage : Kim Sang-bum
- Production : Park Jun-ho
- Société de production : Seed Films
- Pays de production :  Corée du Sud
- Genre : drame historique
- Durée : 123 minutes
- Dates de sortie :
  - Corée du Sud : 26 janvier 2022

## Distribution
- Seol Kyeong-gu : Kim Woon-beom
- Lee Sun-kyun : Seo Chang-dae
- Yoo Jae-myung : Kim Young-ho
- Jo Woo-jin : le directeur Lee
- Bae Jong-ok : Lee Hee-ran
- Jeon Bae-soo : l'assistant de Lee
- Park Hyoung-soo : Jeong-hyeon
- Kim Jong-soo : le président
- Kim Sae-byeok : Myeong-sook
- Yoon Kyung-ho : M. Kim
- Lee Hae-yeong : Lee Han-sang
- Park In-hwan : Kang In-sang
- Yoon Se-woong : le secrétaire Kim Woon-beom
- Seo Eun-soo : Soo-yeon
- Kim Sung-oh : M. Park

## Distinctions
Le film est nommé à sept reprises aux Blue Dragon Film Awards et remporte le prix de la meilleure direction artistique.